# Sarah Abitbol
Sarah Abitbol (Nantes, 8 de junho de 1975) é uma ex-patinadora artística francesa. Ela conquistou com Stéphane Bernadis uma medalha de bronze em campeonatos mundiais, duas medalhas de prata e cinco de bronze em campeonatos europeus e foi dez vezes campeã do campeonato nacional francês. Abitbol e Bernadis disputaram os Jogos Olímpicos de Inverno de 1998 onde terminaram na sexta posição. Em 2002 eles iriam disputar os Jogos Olímpicos de Inverno de 2002, porém uma ruptura no tendão de Aquiles de Abitbol durante os treinos, a retirou das competições durante seis meses.

## Principais resultados

### Duplas

#### Com Stéphane Bernadis
| Resultados                                                                             | Resultados       | Resultados      | Resultados        | Resultados        | Resultados      | Resultados        | Resultados        | Resultados        | Resultados        | Resultados        | Resultados       | Resultados    | Resultados    |
| Internacional                                                                          | Internacional    | Internacional   | Internacional     | Internacional     | Internacional   | Internacional     | Internacional     | Internacional     | Internacional     | Internacional     | Internacional    | Internacional | Internacional |
| Evento/Temporada                                                                       | 1992– 1993       | 1993– 1994      | 1994– 1995        | 1995– 1996        | 1996– 1997      | 1997– 1998        | 1998– 1999        | 1999– 2000        | 2000– 2001        | 2001– 2002        | 2002– 2003       |               |               |
| -------------------------------------------------------------------------------------- | ---------------- | --------------- | ----------------- | ----------------- | --------------- | ----------------- | ----------------- | ----------------- | ----------------- | ----------------- | ---------------- | ------------- | ------------- |
| Jogos Olímpicos                                                                        |                  |                 |                   |                   |                 | 6.ª               |                   |                   |                   | WD                |                  |               |               |
| Campeonato Mundial                                                                     | 19.ª             |                 | 9.ª               | 11.ª              | 7.ª             | 8.ª               | 5.ª               | Medalha de bronze | WD                |                   | 12.ª             |               |               |
| Campeonato Europeu                                                                     | 14.ª             | 15.ª            | 7.ª               | Medalha de bronze | 4.ª             | Medalha de bronze | Medalha de bronze | Medalha de bronze | Medalha de bronze | Medalha de prata  | Medalha de prata |               |               |
| GP Grand Prix Final                                                                    |                  |                 |                   |                   |                 |                   | 4.ª               | Medalha de prata  | 5.ª               | 6.ª               |                  |               |               |
| GP Cup of Russia                                                                       |                  |                 |                   |                   |                 |                   |                   |                   |                   | Medalha de bronze |                  |               |               |
| GP NHK Trophy                                                                          |                  |                 |                   |                   |                 |                   |                   | Medalha de prata  | Medalha de prata  |                   |                  |               |               |
| GP Skate America                                                                       |                  | 10.ª            |                   |                   |                 |                   | 6.ª               | Medalha de prata  |                   |                   |                  |               |               |
| GP Skate Canada International                                                          |                  |                 | Medalha de bronze |                   | 5.ª             | Medalha de bronze |                   |                   |                   |                   |                  |               |               |
| GP Sparkassen Cup on Ice                                                               |                  |                 | 7.ª               | 9.ª               |                 |                   |                   |                   | Medalha de ouro   |                   |                  |               |               |
| GP Trophée Lalique                                                                     | 7.ª              | 8.ª             | 6.ª               | 7.ª               | 4.ª             | 5.ª               | Medalha de ouro   | Medalha de ouro   | 4.ª               | Medalha de bronze | Medalha de prata |               |               |
| Golden Spin of Zagreb                                                                  |                  |                 |                   |                   |                 |                   |                   |                   |                   | Medalha de ouro   |                  |               |               |
| Japan Open                                                                             |                  |                 |                   |                   |                 |                   |                   |                   | Medalha de prata  |                   |                  |               |               |
| Nebelhorn Trophy                                                                       |                  |                 | Medalha de bronze |                   |                 |                   |                   |                   |                   |                   |                  |               |               |
| Skate Israel                                                                           |                  |                 |                   | Medalha de ouro   |                 |                   |                   |                   |                   |                   |                  |               |               |
| Nacional                                                                               |                  |                 |                   |                   |                 |                   |                   |                   |                   |                   |                  |               |               |
| Campeonato Francês                                                                     | Medalha de prata | Medalha de ouro | Medalha de ouro   | Medalha de ouro   | Medalha de ouro | Medalha de ouro   | Medalha de ouro   | Medalha de ouro   | Medalha de ouro   | Medalha de ouro   | Medalha de ouro  |               |               |
|                                                                                        |                  |                 |                   |                   |                 |                   |                   |                   |                   |                   |                  |               |               |
| Legenda: GP = Grand Prix; WD = Abandonou; Competição não foi disputada nesta temporada |                  |                 |                   |                   |                 |                   |                   |                   |                   |                   |                  |               |               |